# Peter Hacks

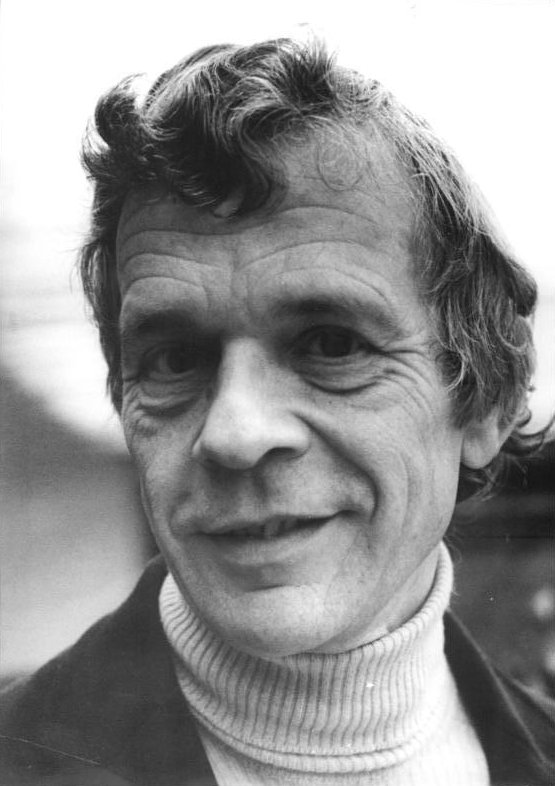
Peter Hacks (1976)

Peter Hacks (* 21. März 1928 in Breslau, damals Provinz Niederschlesien; † 28. August 2003 in Groß Machnow) war ein deutscher Dramatiker, Lyriker, Erzähler und Essayist. Er begründete in den 1960er Jahren die „sozialistische Klassik“ und gilt als einer der bedeutendsten Dramatiker der DDR. Dort war Hacks neben Heiner Müller, Ulrich Plenzdorf und Rudi Strahl ein Bühnenautor, dessen Stücke auch in der Bundesrepublik Deutschland gespielt wurden. Ein Gespräch im Hause Stein über den abwesenden Herrn von Goethe war sein größter Erfolg.

## Leben

### Lebenslauf

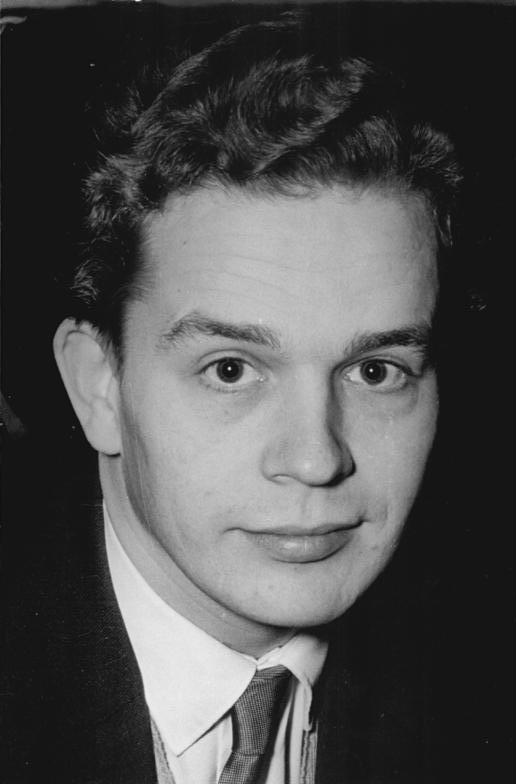
Peter Hacks (1956)

Als Sohn eines sozialistisch-antifaschistischen Elternhauses verbrachte Hacks seine Kindheit und Jugend bis 1944 in Breslau, wo sein Vater als Rechtsanwalt tätig war. Nach dem Reichsarbeitsdienst versuchte er in der Endphase des Zweiten Weltkriegs, sich dem Wehrdienst zu entziehen, und geriet dabei in die Gefangenschaft der Waffen-SS und danach kurzzeitig in amerikanische Kriegsgefangenschaft. Im März 1946 legte er in einem Sonderlehrgang am Carl-Duisberg-Gymnasium in Wuppertal sein Abitur ab. Die schriftliche Abiturprüfung im Fach Deutsch erfolgte mit einem Besinnungsaufsatz zu Goethes Torquato Tasso V,5 „Ist alles denn verloren? …“ – Kennzeichnen diese Worte die augenblickliche Lage Ihres Lebens? Im Anschluss studierte er, in Dachau bei seiner Familie wohnend, an der Münchner Ludwig-Maximilians-Universität Neuere Deutsche Literatur, Theaterwissenschaft, Philosophie und Soziologie. 1951 wurde er dort mit einer Arbeit über das Theater des Biedermeier promoviert. Von 1951 bis 1955 lebte er als Schriftsteller in München, arbeitete dort zusammen mit James Krüss für den Rundfunk und trat im Kabarett mit eigenen Texten auf. Er knüpfte Kontakte zu Erich Kästner, Bertolt Brecht und Thomas Mann. Er fragte Brecht, ob es ratsam sei, in die DDR zu ziehen; Brecht riet ihm weder zu noch ab. Im Jahre 1954 erhielt er für sein erstes aufgeführtes Drama Eröffnung des indischen Zeitalters den damals angesehenen Dramatiker-Preis der Stadt München.
1955 übersiedelte Hacks, inzwischen mit der Schriftstellerin Anna Elisabeth Wiede verheiratet, in die DDR und ließ sich mit Hilfe Brechts in Ost-Berlin nieder, wo er zunächst für dessen Berliner Ensemble arbeitete. Eine ständige Zusammenarbeit zwischen ihm und Brecht ergab sich allerdings nicht. Ab 1960 arbeitete Hacks als Dramaturg am Deutschen Theater Berlin, an dem mehrere seiner Stücke aufgeführt wurden. Im Intendanten Wolfgang Langhoff hatte er dort einen großen Fürsprecher. Für Rundfunksendungen zum Bau der Berliner Mauer 1961 lieferte Hacks propagandistische Beiträge.

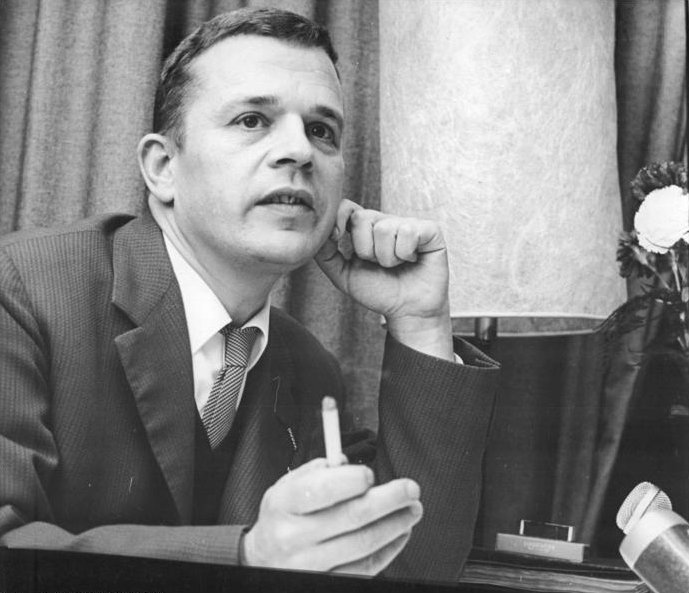
Peter Hacks (1965)

Als die Inszenierung seines Stücks Die Sorgen und die Macht 1962 die Kritik einiger Funktionäre der SED auslöste, gab Hacks 1963 seine Stellung als Dramaturg am DT auf und lebte wieder als freischaffender Schriftsteller.
Zur gleichen Zeit, als sich der Skandal um Die Sorgen und die Macht ereignete, feierte Hacks mit Der Frieden (nach Aristophanes) in Benno Bessons Inszenierung seinen ersten großen Theatererfolg. Am Abend der Uraufführung am 14. Oktober 1962 im Deutschen Theater in Berlin musste der Schlussvorhang während des 45-minütigen Schlussapplauses 16-mal wieder geöffnet werden. Es folgten mit Die schöne Helena (1964, nach Henri Meilhac und Ludovic Halévy, Musik: Jacques Offenbach), Amphitryon (1967), Adam und Eva (1972) und Das Jahrmarktsfest zu Plundersweilern (1973, nach Johann Wolfgang von Goethe) große Theatererfolge auf den Bühnen der DDR und der Bundesrepublik Deutschland. Sein Stück Ein Gespräch im Hause Stein über den abwesenden Herrn von Goethe (1974) wurde ein Welterfolg: Es wurde bislang ca. 190-mal auf über 170 deutschsprachigen sowie auf fremdsprachigen Bühnen von insgesamt 21 Ländern inszeniert.
Das Verhältnis der DDR zu Hacks blieb indes widersprüchlich. Hacks wurde von vielen Funktionären und Dichterkollegen auch weiterhin als „bürgerlicher“ bzw. „aristokratischer“ Dichter wahrgenommen, aber ihm wurde durch seine Erfolge mehr und mehr Anerkennung zuteil: 1964 wurde er in das P.E.N.-Zentrum der DDR gewählt, 1972 in die Akademie der Künste der DDR, 1974 erhielt er den Nationalpreis der DDR zweiter Klasse und drei Jahre später den erster Klasse.
Er schätzte und unterstützte Wolf Biermann Anfang der 1960er Jahre, ja, er war mit ihm sogar „lose befreundet“, ging dann aber zunehmend auf Distanz. Nach der Ausbürgerung Wolf Biermanns 1976 kritisierte er dessen Sorge um den Aufbau des Sozialismus als unglaubwürdig. Biermann überschätze sich sowohl als Liedermacher wie als politischer Denker selbst: „In je höherem Maße er sich übernahm, desto mehr bedurfte seine Kunst, neben dem Gedicht und der Gitarre, des Skandals.“ Dies wurde weitgehend als eindeutige Unterstützung der Ausbürgerung begriffen. Hacks wurde infolgedessen von Kritikern der Ausbürgerung im Osten und vielen Vertretern des westdeutschen Kunstbetriebs scharf angegriffen und boykottiert, Theaterstücke von ihm in Westdeutschland abgesetzt.

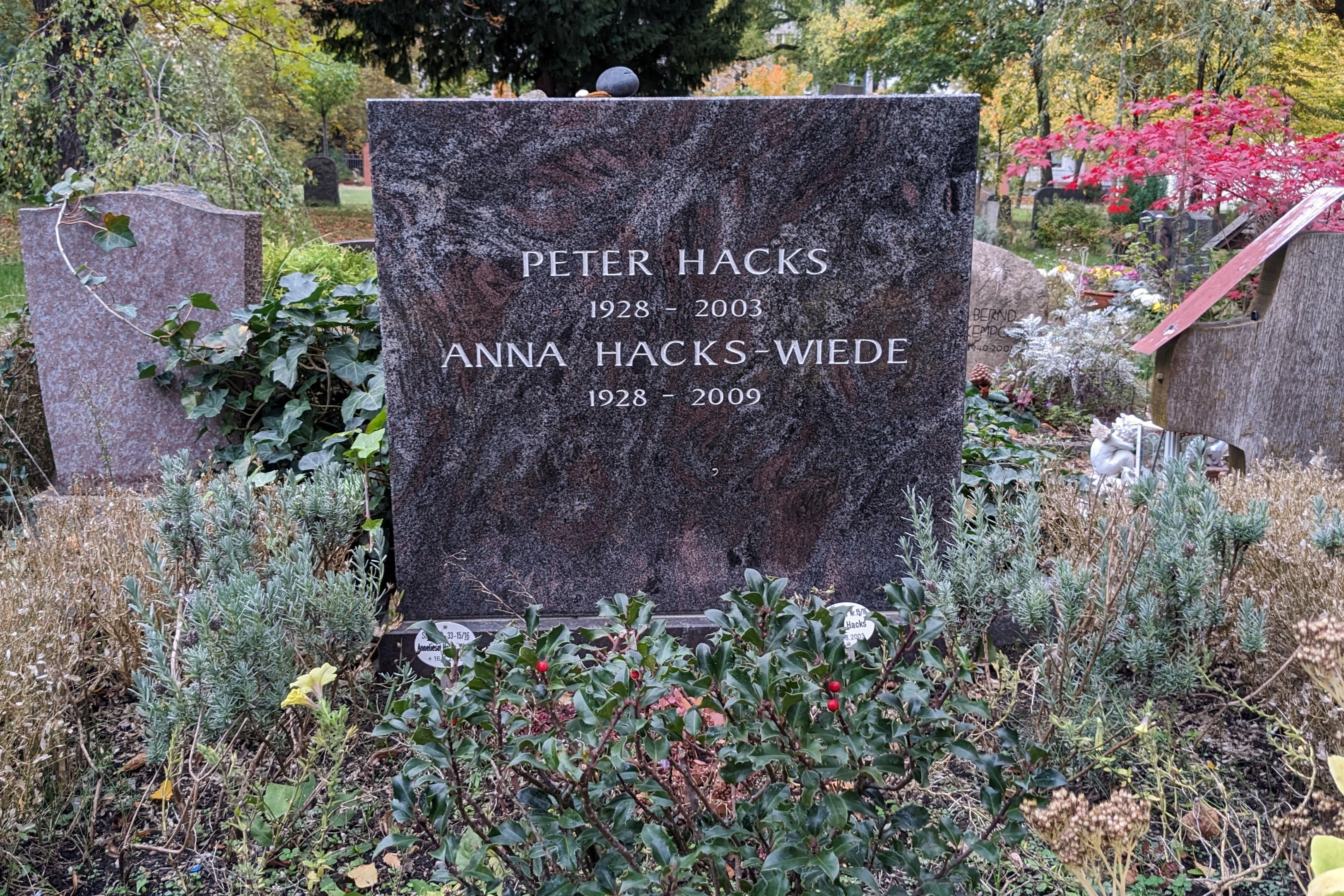
Grab von Peter Hacks auf dem II. Französischen Friedhof in Berlin-Mitte

Das Ende der DDR nahm Hacks nicht zum Anlass, von seiner kommunistischen Überzeugung Abstand zu nehmen. 1991 trat er aus der Akademie der Künste aus und weigerte sich, wenngleich er nicht aufhörte zu schreiben, am öffentlichen Kulturbetrieb des vereinigten Deutschland teilzunehmen. Gegen Ende der 1990er Jahre trat er vor allem in der „linken Szene“ wieder verstärkt in Erscheinung.
Die Ausgaben seiner Essays, seiner Gedichte und der späten Dramen fanden breitere Aufmerksamkeit, allgemein beachtet wurde die vielgelobte Werkausgabe von 2003, die zur Ausgabe letzter Hand wurde. Hacks starb im selben Jahr in seinem schlossähnlich ausgebauten Landhaus Fenne in Groß Machnow.

### Zeitgenossen
Die Meinungen von Hacks’ Zeitgenossen über ihn gehen stark auseinander. Von Anbeginn seiner öffentlichen Wirkung prallten immer wieder starke Fürsprache und große Begeisterung auf heftige Kritik und erbitterte Feindschaft. Die Gründe für diese Extreme sind vielfältig. Hacks’ Erfolg beim Publikum, die Qualität seiner Kunst, das Selbstbewusstsein, mit dem er als Künstler seinen Platz in der Welt einforderte, die Konsequenz, mit der er an einmal gefällten Entscheidungen festhielt, erregten bei vielen Zeitgenossen Widerwillen. Hinzu kam mit der Zeit seine immer deutlichere und systematischere Ablehnung der Moderne und der Romantik, gegen die er eine an der Klassik orientierte Ästhetik setzte. Auch die politische Entwicklung der DDR, insbesondere seit dem VIII. Parteitag der SED, trug hierzu bei, denn worin viele Zeitgenossen eine positive Entwicklung in der Kultur- und Wirtschaftspolitik sahen, sah Hacks den Anfang vom Ende. Dabei neigte er zu sehr pointierten Urteilen über seine Zeitgenossen und hielt sich weder im öffentlichen noch im brieflichen oder persönlichen Kontakt zurück. Die Intensität, mit der er Lob und Tadel betrieb, war für viele irritierend. Er nahm jedoch so intensiv und umfassend wie kaum ein anderer Schriftsteller die literarische Produktion seiner Zeit wahr, setzte sich hierbei oft und energisch für Kollegen und junge Talente ein, war aber auch streng in seinen ästhetischen und politischen Urteilen.
Obwohl Hacks sich zu Beginn der 1960er Jahre einerseits durch den Skandal um sein Stück Die Sorgen und die Macht, andererseits durch seine Befürwortung des Baus der Berliner Mauer gegen einen starken Druck vieler politischer Vertreter sowohl der Bundesrepublik Deutschland als auch der DDR behaupten musste, war er unter den Dramatikern der DDR der erste, der den großen Durchbruch beim Theaterpublikum beider deutscher Staaten schaffte. Die damit verbundenen Möglichkeiten nutzte er, um andere Dramatiker zu fördern. So unterstützte er Heiner Müller finanziell und nahm ihn zunächst gegen Kritik in der DDR in Schutz. Die zunehmend sichtbaren Differenzen in politischen und ästhetischen Fragen, insbesondere der Umstand, dass Heiner Müller ein Orientierungspunkt der DDR-Opposition wurde, sorgten allerdings noch in den 1960er Jahren für eine Entfremdung der beiden Dramatiker voneinander, die zu Beginn der siebziger Jahre in offene Feindschaft umschlug. Auch der Schriftsteller Hartmut Lange wurde von Hacks anfangs intensiv gefördert, und auch mit Lange kam es zum Bruch: 1965, während eines gemeinsamen Ferienaufenthalts in Jugoslawien, setzte sich Lange, ohne Hacks vorher davon in Kenntnis gesetzt zu haben und obwohl dieser bei den staatlichen Organen der DDR für ihn gebürgt hatte, in Richtung Bundesrepublik Deutschland ab. Nach Müller und Lange, die Hacks für die größten Begabungen unter den DDR-Dramatikern hielt, schätzte er Helmut Baierl und vor allem Rudi Strahl.
In der Akademie der Künste gehörte Hacks zu den aktivsten Mitgliedern. So gründete er 1972 die „Arbeitsgruppe Dramatik“, die später in „Arbeitsgruppe Ästhetik“ umbenannt wurde und als solche mit insgesamt 21 Sitzungen bis 1979 Bestand hatte. Er leitete alle Sitzungen, forderte Disziplin sowie eine gute und genaue Vorbereitung von den Teilnehmern. In erster Linie war er an kompetenten Diskussionspartnern interessiert, seine politischen und ästhetischen Auffassungen mussten sie nicht teilen. Teilnehmer waren u. a. Helmut Baierl, Wolfgang Kohlhaase, Werner Mittenzwei, Robert Weimann, Anna Elisabeth Wiede, Günther Rücker, Rainer Kerndl, Wolfgang Harich, Benito Wogatzki, Alexander Abusch und Wieland Herzfelde. Von 1988 bis 1990 fand dann in neun Sitzungen eine zweite Arbeitsgruppe unter der Leitung Hacks’ statt: „Technik des Dramas“, in der Hacks junge Dichter versammelte und mit ihnen Fragen des dramatischen Handwerks besprach. Teilnehmer waren u. a. Werner Buhss, Christoph Hein, Jörg-Michael Koerbl, Ronald M. Schernikau, Jens Sparschuh und Lothar Trolle.
Hacks war in den 1960er und 1970er Jahren im Literatur- und Theaterbetrieb eine einflussreiche Persönlichkeit, an der sich viele orientierten und deren Nähe oft gesucht wurde. Das änderte sich angesichts seiner Äußerungen bei der Ausbürgerung Wolf Biermanns (s. o.) im Jahr 1976, sukzessive auch, weil Hacks die Theaterkultur seit dem Ende der 1960er Jahre als im Verfall begriffen sah und einen Kampf gegen die von ihm als „revisionistisch“ eingeschätzten Tendenzen in Kunst und Politik führte. Hierdurch wurde er auch für viele Intendanten zur persona non grata. In den 1980er Jahren und stärker noch nach dem Ende der DDR wurde Hacks in seiner Teilnahme am öffentlichen Leben zunehmend wählerisch. Zu seinen engsten Freunden zählten André Müller sen., Eberhard Esche, Karin Gregorek, Hans-Joachim Pavel, Gotthold Gloger, Kurt Belicke und Heidi Urbahn de Jauregui, ferner auch Wolfgang Kohlhaase, Walter Beltz, Gerhard Piens und Dieter Noll.

## Denken

### Ästhetik
Hacks hat von Beginn an sein Dichten durch theoretische Reflexionen begleitet und ein umfangreiches essayistisches Werk hinterlassen.
Vom Einfluss der Ästhetik Brechts, in dem er seit 1954 stand, vermochte Hacks sich am Anfang der 1960er Jahre durch eine Hinwendung zur Klassik zu lösen. Eine implizite Tendenz der Brecht’schen Ästhetik, die die Form eines Kunstwerks als etwas rein Äußerliches, den Inhalt also bloß Verschleierndes begreift, ist eine Kunstpraxis, die, damit der Inhalt des Kunstwerks besser befördert und gefördert werde, im Einzelnen oft auf Zerschlagung überkommener Formen abzielt. Die überlieferten Mittel des künstlerischen Handwerks werden in dieser Sicht als Ausdruck älterer Gesellschaftszustände verstanden, die neuere Kunstproduktion gilt somit zumeist als die bessere, weil weiter fortgeschrittene. Hacks entwickelte dagegen – zunächst in einer Orientierung an den Kunstwerken Shakespeares und des griechischen Dramas, später auch in einem theoretischen Rückgriff vor allem auf Aristoteles, Hegel, Goethe, Schiller und Lukács – die Vorstellung, dass die Form das eigentümliche Dasein des Inhalts ausmache und sich beides nicht ausschließe, sondern ohne einander nicht existieren könne. Mit dieser Auffassung verbunden war die Ablehnung von Vorstellungen, die die Kunst in einen unmittelbaren Dienst der Politik oder Wissenschaft gestellt sehen wollten. In seiner Schrift Kunst und Revolution (1971) schreibt Hacks:
„Eingestandenermaßen ist die Kunst eine Waffe. Eingestandenermaßen ist ein Holzhammer eine Waffe. Nach Aristoteles folgt hieraus nicht, daß die Kunst ein Holzhammer sein müsse. Es folgt eher, daß die Kunst eine um so bessere Waffe sei, je bessere Kunst sie ist.“
Von Beginn an in dieser Konzeption angelegt, jedoch erst durch ein zunehmendes Krisenbewusstsein zum Ausdruck gebracht, ist Hacks’ Ablehnung der Romantik, deren Wurzeln er in politischem Dünkel, irrationalem Denken und ästhetischem Unvermögen bzw. Unwillen sah, und der Moderne, die für ihn die Fortsetzung der romantischen Traditionslinien im 20. Jahrhundert war. Der Verfall des dichterischen Handwerks, die Negation des Gattungs- und des Werkbegriffs, der Verlust des Anspruchs, das Publikum zu unterhalten, waren für Hacks Erscheinungen eines Zeitgeistes, den er als barbarisch empfand.
Eine Konstante in seinem ästhetischen Denken bilden Reflexionen zu Gattungsfragen. Gattungen sind für ihn „die Werkzeuge der Kunst“ und „wer das Werkzeug kapiert, kapiert so ziemlich das Erzeugnis“. Das Verstehen der Gattung steht im Interesse der bestmöglichen Erzeugung von Kunst. Zu den Gattungen, die Hacks – mal ausführlicher, mal kürzer – untersucht hat, gehören u. a. Drama, Libretto, Gedicht, Lied, Ballade, Märchendrama und Pornographie.

### Weltanschauung und Politik
Konstitutiv für Hacks’ Weltbild ist eine unbedingte Neigung zur Vernunft, worunter nicht nur eine allgemeine Freude am Denken sowie eine Abneigung gegen das Irrationale zu verstehen ist, sondern auch ein starkes Interesse daran, mit dem Denken zu Resultaten zu kommen. Theoretische Reflexionen waren für Hacks, der den Positivismus entschieden ablehnte, nicht Zweck ihrer selbst, sondern hatten immer das Ziel, eine Theorie zu bilden, die die Erkenntnis über den Gegenstand weiter vorantreibt und nur so zurück auf die Welt zu wirken vermag.
Hacks gewann zu Beginn der 1950er Jahre eine marxistische Einstellung. Spätestens mit seinem Gang in die DDR war hiermit auch ein deutliches und lebenslanges Bekenntnis zu den politischen und staatlichen Organisationen der sozialistischen Arbeiterbewegung verbunden. Er blieb jedoch zeit seines Lebens ein eigenständiger Kopf. Sich einerseits vehement an den Klassikern orientierend, entwickelte er andererseits kontinuierlich eigene Vorstellungen über Kunst, Philosophie, Politik und Geschichte. So wendet er zum Beispiel in seiner Schrift Schöne Wirtschaft die Kategorien der ökonomischen Theorie von Marx auf die Bedingungen der Erzeugung und des Verkaufs von Kunstwerken an, wodurch er zugleich auch die Grenzen dieser Theorie für diesen Bereich aufzeigt. Beispielhaft für seine Stellung in der marxistischen Tradition ist Hacks’ Urteil über den Absolutismus, in dem er, anders als das in der marxistischen Tradition üblich ist, eine eigenständige, vom Feudalismus und Kapitalismus zu unterscheidende Gesellschaftsformation sah, die historisch ein Daseinsrecht besaß. Zugleich machte er auch – oft durch die Perspektive Goethes, immer aber mit marxistischen Mitteln – die Grenzen der kapitalistischen Gesellschaft deutlich. Seinen Staatsbegriff nahm er, obgleich darin von Marx und Lenin nicht weit entfernt, eher von Hegel als von Marx: Allein im und durch den Staat hätten die Menschen eine Chance, ihre allgemeinen und ihre besonderen Interessen zu verwirklichen. Die marxistische These vom „Absterben des Staates“ war für Hacks nur im Sinne einer Aufhebung des Staates durch den Weg seiner Vervollkommnung akzeptabel. In diesem Sinne aber hat er sie akzeptiert, wodurch es ihm gelang, die Auffassungen von Marx und Lenin mit denen Hegels zu vermitteln.
In seiner politischen Orientierung war Hacks, der sich stets als Marxist-Leninist verstand, ein Anhänger Walter Ulbrichts, insbesondere von dessen Politik seit dem VI. Parteitag und der damit verbundenen Konzeption des Neuen Ökonomischen Systems, das Hacks als Beginn der vollen Entfaltung der sozialistischen Gesellschaft ansah. Folgerichtig lehnte er den Sturz Walter Ulbrichts im Jahr 1971 durch Erich Honecker und die damit verbundene Änderung in der Politik ab. Es gehört zu den zahlreichen Widersprüchen im Leben Hacks’, dass er in der Ulbricht-Ära wesentlich stärker der Kritik von Seiten der SED ausgesetzt und wesentlich weniger als Dichter der DDR anerkannt war als in der Honecker-Ära. Mit der unter Honecker beginnenden wirtschaftlichen Stagnation der DDR setzte bei Hacks ein stärkeres Krisenbewusstsein ein. In den 1960er Jahren war er noch – durch die wirtschaftlich positive Entwicklung der DDR bestärkt – im Wesentlichen der Überzeugung, dass der Sozialismus im Systemkampf allein durch seine überlegene Produktivkraft siegen werde. In den 1970er Jahren beschäftigte ihn die Frage, auf welche Weise ein Qualitätssturz wie der von Ulbricht zu Honecker verhindert bzw. umgekehrt werden könne.

## Schaffen

### Dramatik
Den Kern seiner Tätigkeit als Dichter bildet die Dramatik. Hacks selbst hat immer wieder betont, dass das Dramenschreiben das einzige Handwerk sei, das er wirklich vollkommen beherrsche. Er schrieb zumeist Komödien, gelegentlich Schauspiele, eine Tragödie (Jona. Ein Trauerspiel). Merkmale seiner Stücke sind im Allgemeinen eine große Leichtigkeit, Humor, gedanklicher Reichtum, sprachliche Eleganz und eine geschickte, jedoch nicht zu verzweigte Führung der Fabel. Mit zunehmendem Alter ist eine deutliche Neigung zu kleinerer Personage erkennbar. Seine Figuren sprechen durchgängig Autorensprache, d. h. keine Figurensprachen, die durch spezielle Wendungen, Dialekte oder überhaupt sprachliches Unvermögen die persönliche oder gesellschaftliche Begrenztheit gewisser Figuren auszudrücken hätten. Die meisten der Figuren sind Träger einer höchst eigenen Philosophie und als charakterlich-geistige Einheiten entsprechend herausgearbeitet, während sich die Handlung hieraus zu ergeben scheint. Im Gegensatz zu Brecht kommt es Hacks nicht so sehr darauf an, auf seiner Bühne das Walten gesellschaftlicher Notwendigkeiten zu zeigen, in denen die Figuren hin- und hergetrieben werden und ihnen dabei im Grunde nur die Einsicht in diese Notwendigkeiten bleibt, sondern er lässt, ohne jedoch auf seiner Bühne eine Welt ohne Gesetze und Zwänge zu konstruieren, seinen Figuren Raum für Entscheidungen. Dramaturgisch knüpfte er vor allem an zwei Traditionslinien an: der euripideischen und der Shakespeares, welche beiden er für die bedeutendsten der dramatischen Weltliteratur hielt. Hacks schreibt hierzu:
„Ich habe Drama an den besten Schulen gelernt. Als ich klein war, mochte ich Pocci, der mich einerseits zur Wiener Posse und andererseits zu Shaw leitete. Ich hatte bald heraus, dass ich mit der Wiener Posse den Shakespeare und mit Shaw die Griechen meinte. Wer über den Shakespeare und die Griechen verfügt, wird eines Tages die deutsche Klassik kapieren, und von Goethe und Shaw her findet sich – unter der Krafteinwirkung eines sozialistischen Erfahrungsfeldes – wohl auch der Rückverweis zu den Franzosen. Ich denke, die Gesamtheit dieser bleibenden und unüberwundenen Zustände des Dramas ergibt eine hinlänglich gegründete Standfläche für neue Erkundungen und weiterführende Versuche.“

### Lyrik
Als Lyriker mit hohem Anspruch trat Hacks erst spät hervor. Zu Beginn seiner Laufbahn beschränkte er sich, neben Fingerübungen und politischen Gelegenheitsarbeiten, auf das Verfassen von Liedern zu seinen Stücken. Seine Lust, Gedichte zu schreiben, stieg in dem Maße, in dem er mit der gesellschaftlichen Realität in der DDR unzufrieden wurde. Wie in der Dramatik orientierte er sich auch in der Lyrik vor allem an Shakespeare und an den Griechen, wobei auch hier mit der Zeit ein immer intensiverer Rückgriff auf Goethe hinzukommt. Eine Besonderheit seiner Lyrik ist ihre enge Verwandtschaft zu der Heinrich Heines. Die Gedichte Hacks’ sind fast durchgängig metrisch und meistens gereimt.

### Epik
Hacks’ Epik ist mehrheitlich Kinderliteratur, dabei durchgängig märchenhaft. Seine Neigung zur heiteren Seelenlage, seine erzählerische Phantasie, sein dramatisches Temperament und seine Fähigkeit, das Schwierige einfach auszudrücken, kamen ihm in dieser Gattung zugute. Zugleich verstand er es, die Geschichten so zu schreiben, dass sie auch für Erwachsene mit Gewinn zu lesen sind. Auch seine Kinderliteratur behandelt bedeutende Themen und unterscheidet sich hierin nur durch die Art der Behandlung von Hacks’ Dramatik oder seiner Epik für Erwachsene.

### Essayistik
Das Bedürfnis nach politischer, philosophischer und vor allem ästhetischer Selbstverständigung ließ Hacks als Autor von Essays hervortreten. Was die Gestaltung angeht, steht er hierbei stark in der französischen Tradition: Die Essays sind mit Anspruch auf Lesbarkeit geschrieben. Die Sprache ist reizvoll, flüssig und anschaulich. Was hingegen den Aufbau der Essays und ihren Gehalt angeht, steht Hacks stärker in der deutschen Tradition: Sein Anspruch, schwierige Themen systematisch zu durchdenken, und seine Gabe, auch Theorien dramatisch zu entwickeln, gaben seinen Essays eine Finesse im Aufbau und ein theoretisches Niveau, wie es unter den Autoren der Gegenwart nur selten zu finden ist.

## Edition und Forschung
Noch zu Lebzeiten von Peter Hacks war eine Ausgabe letzter Hand im Eulenspiegel Verlag erschienen. Mit der sukzessiven Auswertung des Nachlasses nahm seit 2003 die Dichte der Editionen zu. Philologische Projekte entstanden dennoch hauptsächlich außerhalb akademischer Strukturen. André Müller sen. veröffentlichte im März 2008 seine Gespräche mit Hacks; sein Briefwechsel mit dem Dichter erschien im August 2023 zu Hacks’ 20. Todestag. Beides geschah unter dem Dach des Eulenspiegel-Verlags, wo auch eine fünfbändige Ausgabe der Werke und Schriften des jungen Hacks erschien. Im August 2009 gründete Eulenspiegel das Imprint Aurora Verlag, das die wissenschaftlichen Projekte zu Peter Hacks bündeln soll. Dort erscheinen neben Fachbüchern auch kommentierte Einzelausgaben. Im Herbst 2010 legten Jens Mehrle und Thomas Keck unter dem Titel Berlinische Dramaturgie eine Edition aller Gesprächsprotokolle der Arbeitskreise in der Akademie der Künste vor.
Der VAT Verlag André Thiele betrieb bis 2012 mit der Edition Neue Klassik eine Buchreihe, die wissenschaftliche Publikationen zu Peter Hacks versammelt. So erschien im Sommer 2008 als Nummer 1 der Reihe die von Ronald Weber besorgte Peter-Hacks-Bibliographie; ihr folgten Annette Loses Verzeichnis der Hacks-Vertonungen und mit Felix Bartels’ Leistung und Demokratie die erste Monographie seit dem Tod des Dramatikers. Außerdem war für Ende 2014 eine von Ronald Weber verfasste Hacks-Biografie geplant, die aber aufgrund von Problemen mit den Abdruckrechten nicht erscheinen konnte, um dann 2018 im Eulenspiegel-Verlag zu erscheinen. Von September 2007 bis März 2012 erschien beim VAT das Journal „ARGOS. Mitteilungen zu Leben Werk und Nachwelt von Peter Hacks“.
Ende 2007 wurde die Peter-Hacks-Gesellschaft e. V. gegründet, deren Vorsitzender der Verleger Matthias Oehme ist. Der Verein soll die wissenschaftliche und kulturelle Auseinandersetzung mit Peter Hacks fördern. Ein Ergebnis dieser Tätigkeit ist die seit 2008 jährlich stattfindende wissenschaftliche Peter-Hacks-Tagung. Die im Sommer 2009 gegründete Stiftung Neue Klassik verfolgt ähnliche Ziele, ist in ihrer Arbeit jedoch nicht auf Hacks-Projekte beschränkt.

## Preise
- Dramatiker-Preis der Stadt München (1954)
- Lessing-Preis der DDR (1956)
- F.-C.-Weiskopf-Preis (1965)
- Deutscher Kritikerpreis (1971)
- Nationalpreis der DDR II. Klasse (1974)
- Nationalpreis der DDR I. Klasse (1977)
- Heinrich-Mann-Preis (1981)
- Alex-Wedding-Preis (1993)
- Deutscher Jugendliteraturpreis (1998)

## Werke (Auswahl)

### Frühwerk
- Der junge Hacks. Hrsg. von Gunther Nickel, in Zusammenarbeit mit Meike Bohn, 5 Bände (Gedichte, Stücke, Hörspiele, Prosa, Briefe und Lebensdokumente) Eulenspiegel, Berlin 2018, ISBN 978-3-359-02376-0.

### Lyrik
Sammlungen
- Die Gedichte. (1988, erweitert 2000; Sammlung des lyrischen Œuvres); Edition Nautilus, Hamburg 2000, ISBN 978-3-89401-348-6.
- Der Flohmarkt (1964; Sammlung von Kindergedichten)
- Der Herbst steht auf der Leiter. Peter Hacks, Annika Huskamp (Illustr.), Eulenspiegel Kinderbuchverlag, Berlin 2012, ISBN 978-3-359-02372-2.
- Ritter Kauz vom Rabensee. Peter Hacks, Heribert Schulmeyer (Illustr.), Eulenspiegel Kinderbuchverlag, Berlin 2025, ISBN 978-3-359-03050-8.

Auswahlausgaben
- Poesiealbum 57. Verlag Neues Leben, Berlin 1972.
- Tamerlan in Berlin. Gedichte aus der DDR. Eulenspiegel, Berlin 2002, ISBN 3-359-01444-8.
- 100 Gedichte. Eulenspiegel, Berlin 2004, ISBN 3-359-01375-1.
- Liebesgedichte. Reclam, Leipzig 2006, ISBN 3-379-00865-6.
- Heile Welt. Liebesgedichte. (ausgewählt von Heike Friauf, mit dreizehn Grafiken von Thomas J. Richter) Eulenspiegel, Berlin 2007, ISBN 978-3-359-01660-1.
- Diesem Vaterland nicht meine Knochen. Eulenspiegel, Berlin 2008, ISBN 978-3-359-01695-3.
- Poesiealbum 57. (2. erw. Aufl.) Märkischer Verlag, Wilhelmshorst 2011
- Hundert Gedichte. Eulenspiegel Verlag, Berlin 2018, ISBN 978-3-359-01375-4.

Liedtexte
- Oktobersong. Musik: Rolf Kuhl, Oktoberklub Berlin, 1967 (nicht in die Werkausgabe aufgenommen)
- Als ich kam durchs Oderluch. Musik: Chris Baumgarten, Oktoberklub Berlin, 1967

### Dramatische Werke

#### Die frühen Stücke
- Das Volksbuch vom Herzog Ernst (1953, UA 1967, Nationaltheater Mannheim)
- Eröffnung des indischen Zeitalters (1954, UA 1955, Münchner Kammerspiele; 1970 2. Fassung unter dem Titel Columbus oder: Die Weltidee zu Schiffe)
- Die Schlacht bei Lobositz (1955, UA 1956, Deutsches Theater Berlin)
- Der Müller von Sanssouci (1957, UA 1958, Deutsches Theater Berlin/Kammerspiele)
- Die Kindermörderin (1957, EA 1959, Wuppertaler Bühnen)

#### Die Dramen
- Die Sorgen und die Macht (1959–1962: insgesamt drei Fassungen, UA 1960, Theater der Bergarbeiter Senftenberg)
- Moritz Tassow (1961, UA 1965, Volksbühne Berlin, Regie: Benno Besson, Bühne: Fritz Cremer)
- Der Frieden (nach Aristophanes, 1962, UA 1962, Deutsches Theater Berlin, Regie: Benno Besson, Bühne: Heinrich Kilger, Musik: Andre Asriel)
- Polly oder Die Bataille am Bluewater Creek (nach John Gay 1963, UA 1965, Landestheater Halle/S., Regie: Kurt Veth, Bühne: Karl von Appen, Musik: Andre Asriel)
- Die schöne Helena (nach Jacques Offenbach, 1964, UA 1964, Deutsches Theater Berlin/Kammerspiele) Regie: Benno Besson
- Margarete in Aix. Komödie (1966, UA 1969, Theater Basel); als Buch publiziert im Eulenspiegel Verlag Berlin, 1974, mit Reproduktionen von vier Farblithografien von Albert Ebert; Nachwort Christoph Trilse
- Amphitryon (1967, UA 1968, Deutsches Theater Göttingen)
- Noch einen Löffel Gift, Liebling? Komische Kriminaloper. Musik: Siegfried Matthus. UA 1972, Komische Oper, Regie: Götz Friedrich
- Prexaspes (1968, UA 1976, Staatsschauspiel Dresden)
- Omphale (Drama und Libretto für Siegfried Matthus, 1969, UA 1970, Städt. Bühnen Frankfurt/M.)

- Drama (1969). UA 1970 Frankfurt am Main (Städtische Bühnen)
- Oper (1974). Musik: Siegfried Matthus. UA 1976 Weimar

- Numa (1971, 2. Fassung 2002)
- Adam und Eva (1972, UA 1973, Staatsschauspiel Dresden) Regie: Klaus Dieter Kirst
- Die Vögel (Libretto nach Aristophanes, 1973, UA 1980, Staatsschauspiel Dresden)
- Das Jahrmarktsfest zu Plundersweilern (nach Johann Wolfgang von Goethe 1973, UA 1975, Deutsches Theater Berlin / Kammerspiele)
- Ein Gespräch im Hause Stein über den abwesenden Herrn von Goethe (1974, UA 1976, Staatsschauspiel Dresden) Regie: Klaus Dieter Kirst
- Rosie träumt (1974, UA 1975, Maxim-Gorki-Theater Berlin)
- Die Fische (1975, UA 1978, Deutsches Theater Göttingen)
- Senecas Tod (1977, UA 1980, Deutsches Theater Berlin/Staatsschauspiel Dresden)
- Pandora (nach Johann Wolfgang von Goethe, 1979, UA 1982, Deutsches Theater Göttingen)
- Musen (Vier Szenen, 1979, UA 1983, Bühnen der Stadt Magdeburg)
- Die Binsen (1981, UA 1985, Theater im Palast Berlin, Regie Eberhard Esche)
- Barby (1982, nach Er ist wieder da von Rudi Strahl, UA Halle 1983, Regie Peter Sodann)
- Fredegunde (1984, UA 1989, Staatstheater Braunschweig)
- Jona (1986, UA 2009, Schauspiel Wuppertal, Regie Marc Pommerening)

#### Die späten Stücke
- Fafner, die Bisam-Maus (1991, UA 1992, Vereinigte Städt. Bühnen Krefeld-Mönchengladbach: Regie: Peter Schanz)
- Der Geldgott (nach Aristophanes, 1991; UA 1993, Theater Greifswald, Regie: Manfred Dietrich, Ausstattung: Andreas Bartsch, Musik: Ottmar-Wolfram Vogel)
- Der Maler des Königs (1991)
- Die Höflichkeit des Genies (Dramolett, 1992, UA 1994, Piccolotheater Hamburg)
- Genovefa (1993, UA 1995 Städt. Theater Chemnitz)
- Orpheus in der Unterwelt nach Jacques Offenbach (Libretto und Operette für Schauspieler, 1995, UA 1998, Theater Provinz Kosmos im Kulturpalast Bitterfeld, Regie: Jens Mehrle/Stefan Nolte)
- Bojarenschlacht (nach Jakob Knaschnin, 1996)
- Tatarenschlacht (nach Ladislaus Oserow, 1996, UA 2005, Theater Erlangen)
- Der falsche Zar (nach Alexander Sumarokow, 1996)
- Der Bischof von China (1998, UA 2004, Theater Waidspeicher Erfurt)
- Der Parteitag (Dramolett, 2003)
- Phraates (Dramolett, 2003)
- Berliner Novelle (Dramolett, 2003)

#### Märchendramen
- Die Kinder (1981); Uraufführung am 12. Februar 1984 im Theater Greifswald, Regie: Manfred Dietrich, Ausstattung Eckehard König, Musik: Ottmar-Wolfram Vogel
- Maries Baby (1982)

#### Boulevard
- Inspektor Campbells letzter Fall (1962), bzw. auch unter dem Titel: Heiraten ist immer ein Risiko (1963), als Saul O’Hara

### Epische Werke

#### Die Erzählungen
- Ekbal, oder Eine Theaterreise nach Babylon (1961)
- Der Schuhu und die fliegende Prinzessin (1964)
- Geschichte meiner Oper (1972)
- Magister Knauerhase (1982)
- Die Gräfin Pappel (1992)
- Der Walfisch (1987)

#### Kindermärchen
- Das Windloch (1956)
- Das Turmverlies (1961)
- Armer Ritter (1977)
- Onkel Mo (1981)
- Kinderkurzweil (Sammlung aller Märchen, 1981 und (erweitert) 2003)

#### Bilderbücher
- Leberecht am schiefen Fenster (mit Illustrationen von Ruth Mossner, 1983)
- Das musikalische Nashorn (mit Illustrationen von Stefan Slupetzky, München 1998)
- Das musikalische Nashorn (mit Illustrationen von Hans Ticha, Berlin 1978)
- Der Bär auf dem Försterball (mit Illustrationen von Walter Schmögner, München 1972)
- The Bear at the Huntsmen's Ball (mit Illustrationen von Walter Schmögner, 1975)

#### Kinderromane
- Liebkind im Vogelnest. Verlag Neues Leben, Berlin 1986, ISBN 3-401-04106-1; als Hörbuch: ISBN 978-3-89353-640-5.
- Prinz Telemach und sein Lehrer Mentor. Eulenspiegel, Berlin 1997, ISBN 3-359-00885-5; als Hörbuch: ISBN 978-3-89353-606-1.

### Essays

#### Sammlungen
- Die Maßgaben der Kunst. Gesammelte Aufsätze. (1977, erweitert 1996 und 2003)
- André Thiele (Hrsg.): Am Ende verstehen sie es. Politische Schriften 1988–2003. Eulenspiegel, Berlin 2005, ISBN 3-359-01626-2.
- Heinz Hamm (Hrsg.): Marxistische Hinsichten. Politische Schriften 1955–2003. Eulenspiegel, Berlin 2018, ISBN 978-3-359-01329-7

#### Kleinere Aufsätze
- Das Theaterstück des Biedermeier (Dissertation, 1951)
- Einige Gemeinplätze über das Stückeschreiben (1956)
- Versuch über das Theaterstück von morgen (1960)
- Über den Vers in Müllers Umsiedlerin-Fragment (1961)
- Faust-Notizen (1962)
- Iphigenie oder Über die Wiederverwendung von Mythen (1963)
- Das Poetische (1966)
- Utopie und Realität (1966, Vorwort zu Das Poetische)
- Kunst und Revolution (1971)
- Die Entstehung des „Herzogs Ernst“ (1972)
- Über „Adam und Eva“ (1972)
- Über das Revidieren von Klassikern (1975)
- Das Arboretum (1975)
- Drei Blicke auf Tasso und ein schielender (1975)
- Über das Gegenwartsdrama, abschließend. Zu „Moritz Tassow“ (1976)
- Der Fortschritt in der Kunst (1976)
- Der Meineiddichter (1976)
- Numa oder die Mitte (1977)
- Klassik und Romantik in der DDR (1977, Vorwort zu Lyrik bis Mitterwurzer)
- Saure Feste. Zu „Pandora“ (1980)
- Eine Goethesche Auskunft zu Fragen der Theaterarchitektur (1982)
- An Träger (1983)
- Die lustigen Weiber von Paris. Zu „Fredegunde“ (1984)
- „Jona“. Beiwerk und Hintersinn (1987)
- Die wissenschaftliche Gesellschaft und ihr Herr Nachbar (1989)
- Die freudlose Wissenschaft (Vorwort zur gleichnamigen Sammlung, 1990)
- Ein Motto von Shakespeare über einem Lustspiel von Büchner (1990)
- Unter den Medien schweigen die Musen (1990)
- Die Schwärze der Welt im Eingang des Tunnels (1990)
- Mehrerlei Langweile (1994)
- Die Namen der Linken (2000)

#### Große Aufsätze
- Schöne Wirtschaft. Ästhetisch-Ökonomische Fragmente (1987)
- Ascher gegen Jahn (1988/89)
- Ödipus Königsmörder. Über Voltaires Dramen (1991)
- Zur Romantik, Konkret Literatur Verlag, Hamburg 2001; ISBN 3-89458-198-0

#### Bestimmungen
- Versuch über das Libretto (1973)
- Wie Gedichte zu machen, oder: Rechtfertigung gegenüber Belinden (1974)
- Was ist ein Drama, was ist ein Kind? (1978)
- Urpoesie, oder: Das scheintote Kind (1984)
- Linke Arbeiter (1988)

### Briefe
- Sammlungen

• Peter Hacks schreibt an „Mamama“. Der Familienbriefwechsel 1945–1999. Hrsg. v. Gunther Nickel. Eulenspiegel, Berlin 2013, ISBN 978-3-359-02340-1.
• Verehrter Kollege. Briefe an Schriftsteller. Hrsg. v. Rainer Kirsch. Eulenspiegel, Berlin 2006, ISBN 3-359-01639-4.
- Briefwechsel

• mit Albert Ebert, in: Adam und Eva. Reclam, Leipzig; Claassen, Düsseldorf 1976, ISBN 3-546-43726-8.
• mit Hans Magnus Enzensberger: Hans Magnus Enzensberger – Peter Hacks. Ein Briefwechsel 1957 bis 1962. Hrsg. v. Alexander Karasek und Roland Berbig. In: Berliner Hefte zur Geschichte des literarischen Lebens. Nr. 8. Humboldt-Universität, Berlin 2008, ISSN 0949-5371, S. 34–64.
• mit Gottfried Fischborn, in: Gottfried Fischborn/Peter Hacks: Fröhliche Resignation. Interview, Briefe, Aufsätze, Texte. Eulenspiegel, Berlin 2007, ISBN 978-3-359-01684-7.
• mit Kurt Gossweiler, in: Am Ende verstehen sie es. Politische Schriften 1988–2003. Hrsg. v. André Thiele und Johannes Oehme. Eulenspiegel, Berlin 2005, ISBN 3-359-01626-2.
• mit Elly Hacks: Briefe an die Mutter. In: Sinn und Form 3/2012, S. 298–310. Dazu: Gunther Nickel, „Seite Ende, Brief Schluß, Herzlichst Peter“. Peter Hacks schreibt an „Mamama“. Sinn und Form 3/2012, S. 293–297
• mit Eva-Maria Hagen: Liaison amoureuse. Eulenspiegel, Berlin 2013, ISBN 978-3-359-02403-3.
• mit Hans Heinz Holz: Nun habe ich Ihnen doch zu einem Ärger verholfen. Briefe, Texte, Erinnerungen. Hrsg. v. Arnold Schölzel. Eulenspiegel, Berlin 2007, ISBN 978-3-359-01673-1.
• mit Heinar Kipphardt: Du tust mir wirklich fehlen. Eulenspiegel, Berlin 2004, ISBN 3-359-01606-8.
• mit Hansgeorg Michaelis: Woher kommt die viele Dummheit auf die Welt? Briefe an Hansgeorg Michaelis 1944–1998. Hrsg. v. Gunther Nickel. Eulenspiegel, Berlin 2021, ISBN 978-3-359-02417-0.
• mit André Müller sen.: Nur daß wir ein bischen klärer sind. Der Briefwechsel 1989 und 1990. Eulenspiegel, Berlin 2002, ISBN 978-3-359-01437-9.
• mit Ronald M. Schernikau: Dann hätten wir noch eine Chance. konkret-Texte, Verlag Gremliza, Hamburg 1992, ISBN 3-929201-00-3.
• mit André Thiele: Der Briefwechsel zwischen Peter Hacks und André Thiele 1997–2003. Hrsg. v. Felix Bartels. Eulenspiegel, Berlin 2012, ISBN 978-3-359-02377-7.
• mit André Müller sen.: Der Briefwechsel zwischen Peter Hacks und André Müller sen. 1957–2003. Hrsg. v. Heinz Hamm und Kai Köhler. Eulenspiegel, Berlin 2023, ISBN 978-3-359-02459-0.

### Gespräche
- Interview (Peter Hacks im Gespräch mit Gerda Baumbach, Gottfried Fischborn und Rolf Rohmer), in: Gottfried Fischborn, Peter Hacks: Fröhliche Resignation. Interview, Briefe, Aufsätze, Texte. Eulenspiegel, Berlin 2007, ISBN 978-3-359-01684-7, S. 15–100.
- Berlinische Dramaturgie. Gesprächsprotokolle der von Peter Hacks geleiteten Akademiearbeitsgruppen. hrsg. v. Thomas Keck und Jens Mehrle, 5 Bde., Berlin 2010.

### CDs
- Wiglaf Droste und das Spardosen-Terzett: Peter Hacks: Seit du da bist auf der Welt – Liebeslieder. Kein & Aber Records, Zürich 2008, ISBN 978-3-0369-1406-0.
- Marco Tschirpke: Der Himmel ist voll Dampf. Marco Tschirpke singt Peter Hacks. André Thiele, Mainz 2008, ISBN 978-3-940884-04-6.
- Christian Steyer: Dass sie mich liebt, das sagt sie nicht – Liebesgedichte von Peter Hacks. Eulenspiegel, Berlin 2019, ISBN 978-3-359-01169-9.
- Gesammelte Werke: Annette Lose: Peter-Hacks-Vertonungen. Geordnet nach Komponisten, Titeln und Aufzeichnungen 1949 bis 2020. Aurora Verlag, Berlin 2021, ISBN 978-3-359-02547-4.

## Zitate (Auswahl)
„Hacks gehört zu der Partei der Unbestechlichen. Bekanntlich ist das eine sehr kleine Partei.“

„Ein klarer Kopf wie Hacks arbeitet unabhängig davon, ob seine Klugheit Konjunktur hat oder nicht.“

„Peter Hacks ist eine ungeheuer erfrischende Quelle, die man im Westen noch gar nicht begonnen hat anzuzapfen.“

„Es haben jetzt, höre ich, viele Theater in den deutschsprachigen Ländern enorme Repertoire-Schwierigkeiten. Ich empfehle, natürlich ganz leise und schüchtern, auf Peter Hacks zurückzugreifen.“

„Die Weltgeschichte hat seinem so schnurrig laufenden Triebwerk den Garaus gemacht. Er sieht aber keinen Grund, seinen Motor zu überholen. Er rast weiter mit ihm durch die völlig veränderte Landschaft. Wer störrische alte Esel mag, der wird sich für Hacks erwärmen. Wer allerdings Spaß an einem Verstand hat, der die Wirklichkeit analysiert und verspottet, statt ihr fünfzig Jahre lang nur sein monotones Iah entgegenzuschmettern, den wird Hacks nicht lange langweilen können. […] Hacks ist ein Schlaukopf für Besserwisser, also für Dumme.“

## Filmografie
- 1977: Die Suche nach dem Vogel Turlipan (Film nach dem Gedicht Der Vogel Turlipan)
- 1980: Armer Ritter (Theateraufzeichnung)
- 1981: Musen (TV-Studioaufzeichnung)

### Zur Person
- André Thiele (Hrsg.): In den Trümmern ohne Gnade. Festschrift für Peter Hacks. Eulenspiegel-Verlag, Berlin 2003, ISBN 3-359-01532-0.
- Pasiphaë (Hrsg.): Was ist das hier? 130 Anekdoten über Peter Hacks und dreizehn anderweitige. Eulenspiegel-Verlag, Berlin 2003, ISBN 3-359-01305-0.
- Armin Stolper: Gespräche auf dem Friedhof mit dem anwesenden Herrn Hacks. Spotless-Verlag, Berlin 2004, ISBN 3-933544-87-4.
- André Müller sen.: Gespräche mit Hacks 1963–2003. Eulenspiegel-Verlag, Berlin 2008, ISBN 978-3-359-01687-8.
- Eva-Maria Hagen/Peter Hacks: Liaison amoureuse. Eulenspiegel-Verlag, Berlin 2013, ISBN 978-3-359-02403-3.
- Leonore Krenzlin: Hacks, Peter. In: Wer war wer in der DDR? 5. Ausgabe. Band 1. Ch. Links, Berlin 2010, ISBN 978-3-86153-561-4.
- Jochanan Trilse-Finkelstein: Ich hoff, die Menschheit schafft es. Peter Hacks – Leben und Werk. Araki Verlag, Leipzig 2015, ISBN 978-3-936149-19-7.
- Manfred Schäfer: Peter Hacks. In: Manfred Schäfer, Literaten in Oberstdorf. Von Gottfried Benn bis Carl Zuckmayer. LIT Verlag, Münster 2023. ISBN 978-3-643-15248-0, S. 73–80.
- Ronald Weber: Peter Hacks – Leben und Werk. Eulenspiegel Verlag, Berlin 2018, ISBN 978-3-359-01371-6.

### Periodika
- Argos. Mitteilungen zu Leben, Werk und Nachwelt des Dichters Peter Hacks, bis 2010 hrsg. von André Thiele, bis 2012 hrsg. von Gunther Nickel, Mainz 2007
- Tagungsbände der Wissenschaftlichen Tagung der Peter-Hacks-Gesellschaft, hrsg. von Kai Köhler, Berlin 2009 – [erscheinen jährlich]

### Monographien
- Ronald Weber: Peter Hacks, Heiner Müller und das antagonistische Drama des Sozialismus. Ein Streit im literarischen Feld der DDR. (= Deutsche Literatur. Studien und Quellen. Band 20) De Gruyter, Berlin 2015, ISBN 978-3-11-043202-2.
- Peter Schütze: Peter Hacks. Ein Beitrag zur Ästhetik des Dramas. Scriptor Verlag, Kronberg 1976, ISBN 3-589-20400-1.
- Christoph Trilse: Das Werk des Peter Hacks. Verlag Das Europäische Buch, Berlin 1980, ISBN 3-920303-84-9.
- Gertrud Schmidt: Peter Hacks in BRD und DDR. Ein Rezeptionsvergleich. Pahl-Rugenstein, Köln 1980, ISBN 3-7609-5039-6.
- Andrea Jäger: Der Dramatiker Peter Hacks. Vom Produktionsstück zur Klassizität. (= Marburger Studien zur Literatur. Band 2) Hitzeroth, Marburg 1986, ISBN 3-925944-03-6.
- Peter Hacks: Topos – Internationale Beiträge zur dialektischen Theorie, Heft 23; Neapel 2005; ISSN 0943-1810 (Themenheft zum Dichter)
- Heidi Urbahn de Jauregui: Zwischen den Stühlen. Der Dichter Peter Hacks. Eulenspiegel, Berlin 2006, ISBN 3-359-01657-2.
- Ronald Weber: Peter-Hacks-Bibliographie. Verzeichnis der Schriften von und zu Peter Hacks 1948–2007. Verlag André Thiele, Mainz 2008, ISBN 978-3-940884-01-5.
- Felix Bartels: Leistung und Demokratie. Genie und Gesellschaft im Werk von Peter Hacks. Verlag André Thiele, Mainz 2010, ISBN 978-3-940884-41-1.
- Gottfried Fischborn: Peter Hacks und Heiner Müller. Essay Verlag André Thiele, Mainz 2012, ISBN 978-3-940884-72-5.
- Ronald Weber: Dramatische Antipoden – Peter Hacks, Heiner Müller und die DDR. Helle Panke, Berlin 2014 (Hefte zur DDR-Geschichte; 132).
- Ronald Weber: Peter Hacks – Leben und Werk. Eulenspiegel-Verlag, Berlin 2018, ISBN 978-3-359-01371-6.
- Matthias Dell: Peter Hacks auf der „Fenne“ in Groß Machnow (1974–2003). Aus der Reihe von Anette Handke und Anke Pätsch (Hrsg.): Frankfurter Buntbücher. Nr. 72, Verlag für Berlin-Brandenburg, Kleist-Museum Frankfurt (Oder) 2023, ISBN 978-3-96982-072-8.